# أحمد حسن فحل
أحمد حسن فحل (مواليد 25 ديسمبر 1956) هو أستاذ الجراحة بجامعة الخرطوم وتخصصه في الورم الفطري.

## النشأة والتعليم
ولد الفحل في 25 ديسمبر 1956 في الخرطوم، السودان. حصل الفحل على بكالوريوس الطب والجراحة بامتياز من جامعة الخرطوم عام 1979، وماجستير الجراحة عام 1984، قبل أن يحصل علي درجة دكتوراه في الطب عام 1996.

## الابحاث والوظيفة
التحق الفحل بقسم الجراحة، كلية الطب، جامعة الخرطوم، عام 1981 كمدرس مساعد، وأصبح أستاذًا مساعدًا عام 1984، وأستاذًا مشاركًا عام 1990، وأستاذًا للجراحة عام 1997. في نفس الوقت، بدأ العمل في مستشفى سوبا، جامعة الخرطوم، في عام 1979 كطبيب إمتياز، وأصبح طبيب مقيم في عام 1980، ونائباً في عام 1981، ونائب أول بحلول عام 1984. سافر إلى المملكة المتحدة وعمل كمسجل دوري في مستشفى الكلية الجامعية ومستشفى ميدلسكس من عام 1984 إلى عام 1986. عاد إلى السودان كاستشاري جراح في مستشفى سوبا، جامعة الخرطوم.
تركز أبحاث فحل على الورم الفطري وجراحة المناطق المدارية، من خلال المنشورات والكتب الهائلة التي راجعها الأقران، العروض التقديمية، والتعاون الوطني والدولي. أسس ويشغل حاليًا منصب مدير مركز أبحاث المايستوما (MRC)، جامعة الخرطوم، وبرنامج مكافحة المايستوما في السودان، مما ساعد الآلاف.
كان للفحل العديد من الأدوار كمعلم، سواء محليًا أو دوليًا. اعتبارًا من نوفمبر 2022، أصبح الفحل رئيسًا لوكالة البحث العلمي والابتكار، السودان، ومستشارًا لوزير التعليم العالي والبحث العلمي بالسودان،  وعضوًا في المجلس التنفيذي للأكاديمية الوطنية السودانية. العلوم (SNAS) منذ عام 2007، الأمين العام المؤسس للجمعية السودانية للتعليم الطبي (2004)، عضو مؤسس للأكاديمية العالمية لجراحة المناطق المدارية (2004) والجمعية الأفريقية لتعليم وبحوث المهن الصحية (2007)، الصحة العالمية مستشار تنظيمي للتعليم الطبي، ومحرر لمجلة PLoS Neglected Tropical Diseases Journal.

## الجوائز والتكريم
اعتبارًا من نوفمبر 2022، أصبح الفحل أكاديميًا من أفضل 2٪ وأفضل باحث سوداني. وهو أكبر باحث في جميع أنحاء العالم عن الورم الفطري. محليًا، حصل الفحل على جائزة الزبير للابتكار والتميز العلمي عام 2000. منحت جامعة الخرطوم الفحل جائزة التميز في البحث العلمي عام 2010، وجائزة التميز في الإنجازات الإدارية عام 2016، وجائزة التميز في البحث العلمي لعام 2019.
تم انتخاب الفحل زميلًا في الجمعية الملكية لطب المناطق الحارة والصحة العامة في عام 1992، وزميل الكلية الملكية للأطباء (FRCP)، وزميل كليات الجراحين الملكية، أيرلندا (FRCSI) والمملكة المتحدة (FRCS)، زميل الأكاديمية الأفريقية للعلوم (FAAS) في عام 2014،  وزميل أكاديمية Word للعلوم (FTWAS) في عام 2019.
حصل الفحل أيضًا على وسام Ordre des Palmes académiques (OPA)، من الجمهورية الفرنسية في عام 2018، وسام الاستحقاق من الجمهورية الإيطالية (OMRI) في عام 2018، وميدالية دونالد ماكاي من الجمعية الملكية لـ طب المناطق الحارة والنظافة في عام 2018.

## الحياة الشخصية
الفحل متزوج وله أربعة أطفال.

## منشورات مختارة
- فحل (2004). الورم الفطري: شوكة في الجسد. معاملات الجمعية الملكية للطب الاستوائي والصحة، المجلد 98، العدد 1، يناير 2004، الصفحات 3-11، دوى: 10.1016 / S0035-9203 (03) 00009-9.
- كيروز تيليس، فلافيو ؛ الفحل وأحمد حسن. فالسي، دييغو ر. كاسيريس، دييغو هـ. تشيلر، توم ؛ باسكوالوتو، أليساندرو سي (2017-11-01). داء فطريات مستوطنة مهملة. الأمراض المعدية لانسيت. 17 (11): e367-e377. دوى: 10.1016 / S1473-3099 (17) 30306-7. ISSN 1473-3099. بميد 28774696.
- أحمد، عبد الله و. ليوين، ويليم فان ؛ الفحل أحمد ؛ ساندي، ويندي فان دي ؛ فيربروغ، هنري. بيلكوم، أليكس فان (2004-09-01). الورم الفطري الناجم عن Madurella mycetomatis: عبء معدي مهمل. الأمراض المعدية لانسيت. 4 (9): 566-574. دوى: 10.1016 / S1473-3099 (04) 01131-4. ISSN 1473-3099. بميد 15336224.
- أحمد، عبد الله و. ليوين، ويليم فان ؛ الفحل أحمد ؛ ساندي، ويندي فان دي ؛ فيربروغ، هنري. بيلكوم، أليكس فان (2004-09-01). الورم الفطري الناجم عن Madurella mycetomatis: عبء معدي مهمل. الأمراض المعدية لانسيت. 4 (9): 566-574. دوى: 10.1016 / S1473-3099 (04) 01131-4. ISSN 1473-3099. بميد 15336224.
- زيجلسترا، إدوارد إي. ساندي، ويندي دبليو جيه فان دي ؛ الويلزية، أوليفيريو. محجوب الشيخ؛ جودفيلو، مايكل ؛ الفحل وأحمد هـ. (2016/01/01). الورم الفطري: مرض استوائي مهمل فريد من نوعه. الأمراض المعدية لانسيت. 16 (1): 100-112. دوى: 10.1016 / S1473-3099 (15) 00359-X. ISSN 1473-3099. بميد 26738840.

## أنظر أيضا
- سامي احمد خالد
- عابدين محمد علي صالح